# Машиночитні дані

ISBN, поданий у вигляді штрих-коду EAN-13, який містить як машиночитні штрихи, так і зрозумілі людині цифри

У зв'язку та обчислювальній техніці машиночитний носій або носій, зчитуваний комп'ютером, — носій, здатний зберігати дані у форматі, придатному для зчитування пристроєм (на противагу людиночитним). Дані на такому носії називаються машиночитними даними.
Прикладами машиночитних носіїв є магнітні носії, такі як магнітні диски, картки, стрічки та барабани, перфокарти та перфострічки, оптичні диски, штрих-коди та символи, нанесені магнітним чорнилом.
До поширених машиночитних технологій належать магнітний запис, обробка сигналів і штрих-кодів. Для читання машинами інформації, доступної людям, можна використати оптичне розпізнавання символів (OCR). Будь-яка інформація, яку можна отримати за допомогою будь-якої форми енергії, може бути машиночитною.